# Miloš Vujović
Miloš Vujović (Cetiña, 5 de septiembre de 1993) es un jugador de balonmano montenegrino que juega de extremo izquierdo en el VfL Gummersbach de la Bundesliga. Es internacional con la selección de balonmano de Montenegro.
Su primer gran campeonato con la selección fue el Campeonato Europeo de Balonmano Masculino de 2014.

## Palmarés

### RK Lovcen
- Liga de Montenegro de balonmano (1): 2012
- Copa de Montenegro de balonmano (2): 2011, 2012

### Füchse Berlin
- Liga Europea de la EHF (1): 2023

## Clubes
| Club            | País       | Año         |
| --------------- | ---------- | ----------- |
| RK Lovćen       | Montenegro | 2010 - 2012 |
| RK Ulcinj       | Montenegro | 2012 - 2013 |
| RK Budvanska    | Montenegro | 2013 - 2014 |
| Pécsi VSE       | Hungría    | 2014 - 2015 |
| Tatabánya KC    | Hungría    | 2015 - 2020 |
| Füchse Berlin   | Alemania   | 2020 - 2023 |
| VfL Gummersbach | Alemania   | 2023 - Act. |